# Клаус Андерсен
Клаус Андерсен (нім. Klaus Andersen; 19 жовтня 1918, Вільгельмсгафен — ?) — німецький офіцер-підводник, капітан-лейтенант крігсмаріне.

## Біографія
В жовтні 1937 року поступив на службу в крігсмаріне. З вересня 1939 по квітень 1940 року служив на есмінці Z 2, поки корабель не був викинутий на берег біля Сільдвіка (Норвегія) через пошкодження, нанесені британськими кораблями. Після цього Андерсен служив на штабних посадах, брав участь в плануванні операції «Морський лев». З січня по липень 1942 року проходив підготовку підводника, після чого був призначений першим вахтовим офіцером на човен U-81, на якому служив до квітня 1943 року, коли поступив на курси командира підводного човна. З червня 1943 по 29 лютого 1944 року — командир U-708, на якому не здійснив жодного походу. З 1 березня 1944 по 9 травня 1945 року — командир U-481, на якій здійснив 5 походів (всього 163 дні в морі). Після капітуляції Німеччини взятий у полон союзниками, звільнений в листопаді 1947 року — був одним із останніх звільнених підводників.

## Досягнення
Всього за час бойових дій Андерсен потопив 7 ворожих кораблів (загальна водотоннажність — 1 325 брт) і пошкодив 1 корабель (26 брт).
| Дата              | Назва корабля    | Тип                  | Водотоннажність, брт | Країна    | Результат  |
| ----------------- | ---------------- | -------------------- | -------------------- | --------- | ---------- |
| 30 липня 1944     | KT-804           | Прибережний тральщик | 26                   | СРСР      | Потоплений |
| 30 липня 1944     | KT-806           | Прибережний тральщик | 26                   | СРСР      | Пошкожений |
| 30 липня 1944     | KT-807           | Прибережний тральщик | 26                   | СРСР      | Потоплений |
| 15 жовтня 1944    | Dan              | Вітрильник           | 47                   | Фінляндія | Потоплений |
| 15 жовтня 1944    | Endla            | Вітрильник           | 68                   | Фінляндія | Потоплений |
| 15 жовтня 1944    | Maria            | Вітрильник           | 50                   | Фінляндія | Потоплений |
| 19 листопада 1944 | 112600 (No 4532) | Баржа                | 1 000                | СРСР      | Потоплений |
| 28 листопада 1944 | T-387 (No 331)   |                      | 108                  | СРСР      | Потоплений |

## Звання
- Кандидат в офіцери (9 жовтня 1937)
- Фенріх-цур-зее (1 квітня 1939)
- Обер-фенріх-цур-зее (1 березня 1940)
- Лейтенант-цур-зее (1 травня 1940)
- Обер-лейтенант-цур-зее (1 квітня 1942)
- Капітан-лейтенант (1 січня 1945)

## Нагороди
- Залізний хрест 2-го класу (квітень 1940)
- Нагрудний знак есмінця (19 жовтня 1940)
- Нарвікський щит (листопад 1940)
- Нагрудний знак підводника (22 грудня 1942)
- Залізний хрест 1-го класу (1944)